# Phyllanthus pachyphyllus
Phyllanthus pachyphyllus, biljna vrsta iz porodice filantusovki.. To je uspravni grm do tri metra visine, raširen po dijelovima Azije (Indokina, Borneo, Hainan)
Po životnom obliku je nanofanerofit.

## Sinonimi
- Phyllanthus annamensis Beille
- Phyllanthus campanulatus Ridl.
- Phyllanthus coriaceus Wall. ex Hook.f.
- Phyllanthus klossii Ridl.
- Phyllanthus sciadiostylus Airy Shaw